# Jake Muzzin
Jake Muzzin (ur. 21 lutego 1989 w Woodstock) – kanadyjski hokeista występujący na pozycji obrońcy. Draftowany w 2007 roku w pierwszej rundzie przez zespół Pittsburgh Penguins. Obecnie występuje w zespole Los Angeles Kings. Zdobył złoty medal na mistrzostwach świata elity 2015.

## Kariera klubowa
- Brantford 99'ers (2004–2005)
- Soo Thunderbirds (2006)
- Sault Ste. Marie Greyhounds (2006–2010)
- Manchester Monarchs (2010–2012)
- Los Angeles Kings (2010, od 2012)